# Biomassevergasung

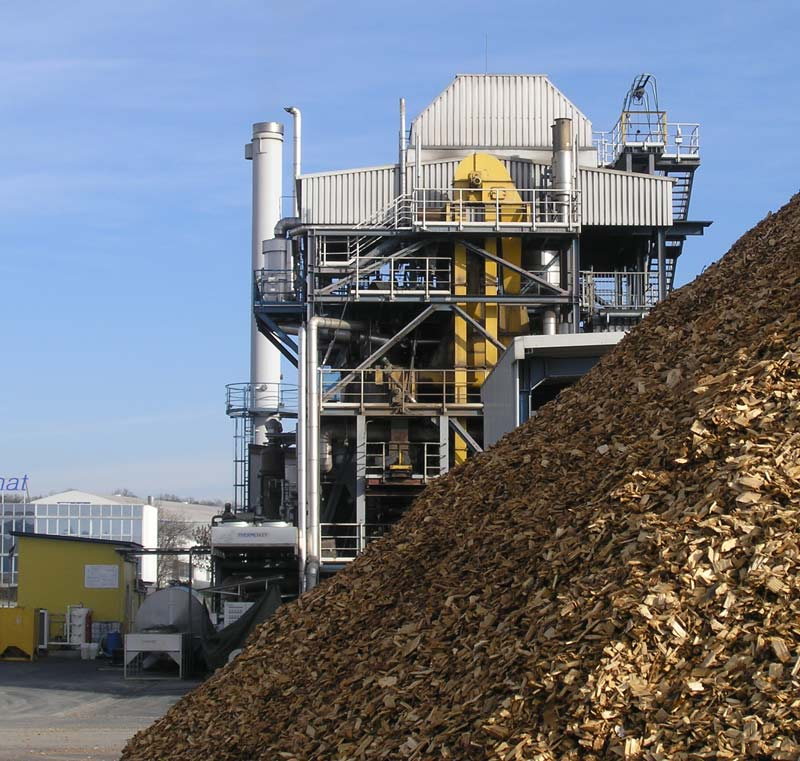
Holzvergaser Güssing (2006)

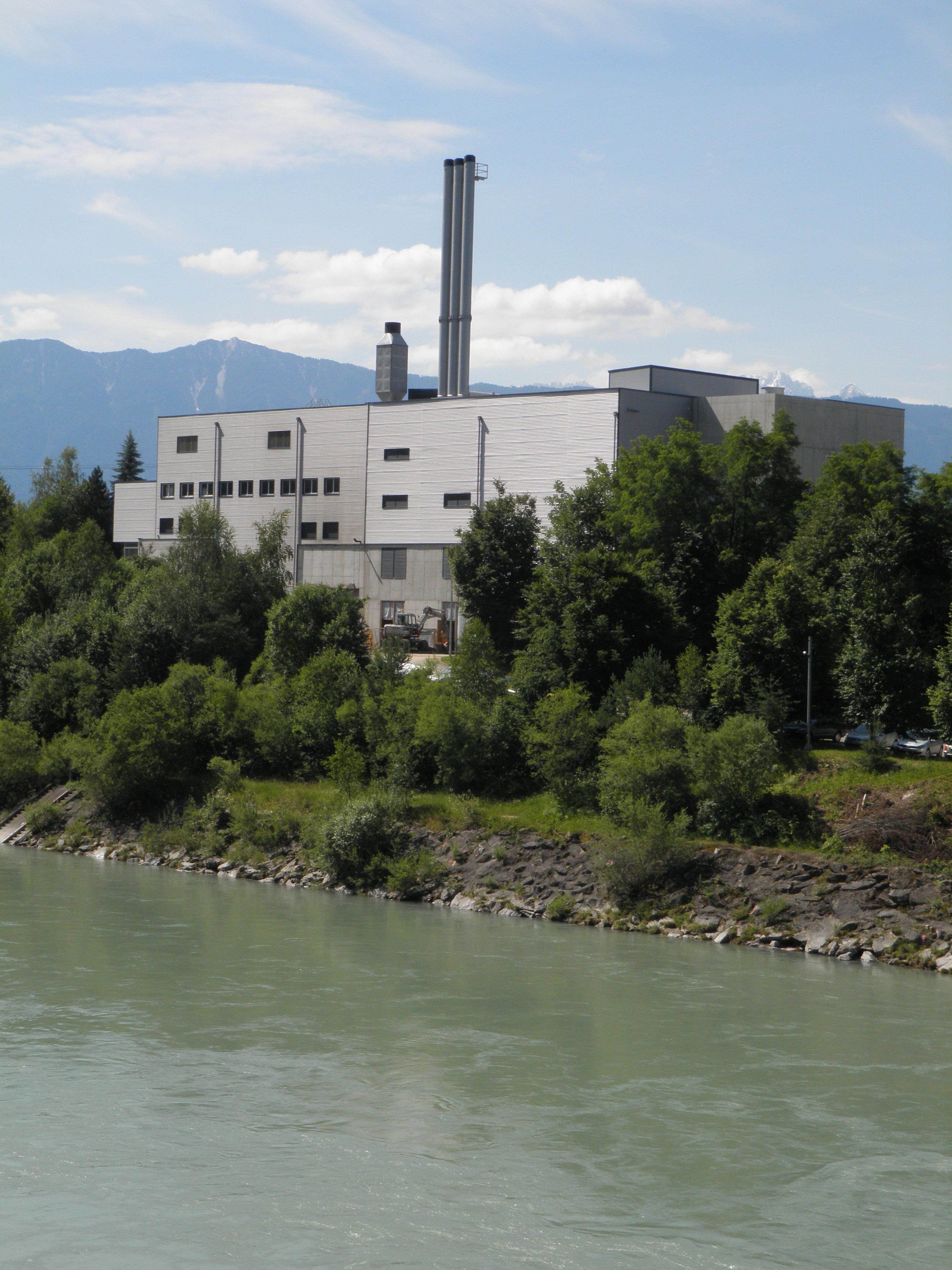
Holzvergasungsanlage Villach, 15,5 MW BWL, (2010)

Biomassevergasung bezeichnet eine thermo-chemische Umwandlung von Biomasse in ein brennbares Produktgas (Brenngas) mit Hilfe eines Vergasungs- oder Oxidationsmittels (meist Luft, Sauerstoff, Kohlendioxid oder Wasserdampf).
Da sowohl historisch als auch aktuell vor allem Holz als Biomasse zum Einsatz kommt, spricht man in der Regel auch von Holzvergasung.
Über die Vergasung kann die als Festbrennstoff vorliegende Biomasse in einen gasförmigen Sekundärbrennstoff umgewandelt werden, der in verschiedenen Nutzungsoptionen wie bsp. der Stromerzeugung oder als Kraft- und Treibstoff (Brenngas) oder für die Nutzung als Synthesegas für die chemische Synthese effizienter eingesetzt werden kann. Analoge Verfahren existieren auch für andere Festbrennstoffe, speziell für die Vergasung von Kohle (Kohlevergasung).
Letztlich geht jedem Verbrennungsprozess von Biomasse ein Vergasungsprozess voraus, da nicht diese selbst, sondern grundsätzlich nur die aus der Biomasse austretenden Gase brennbar sind.

## Geschichte

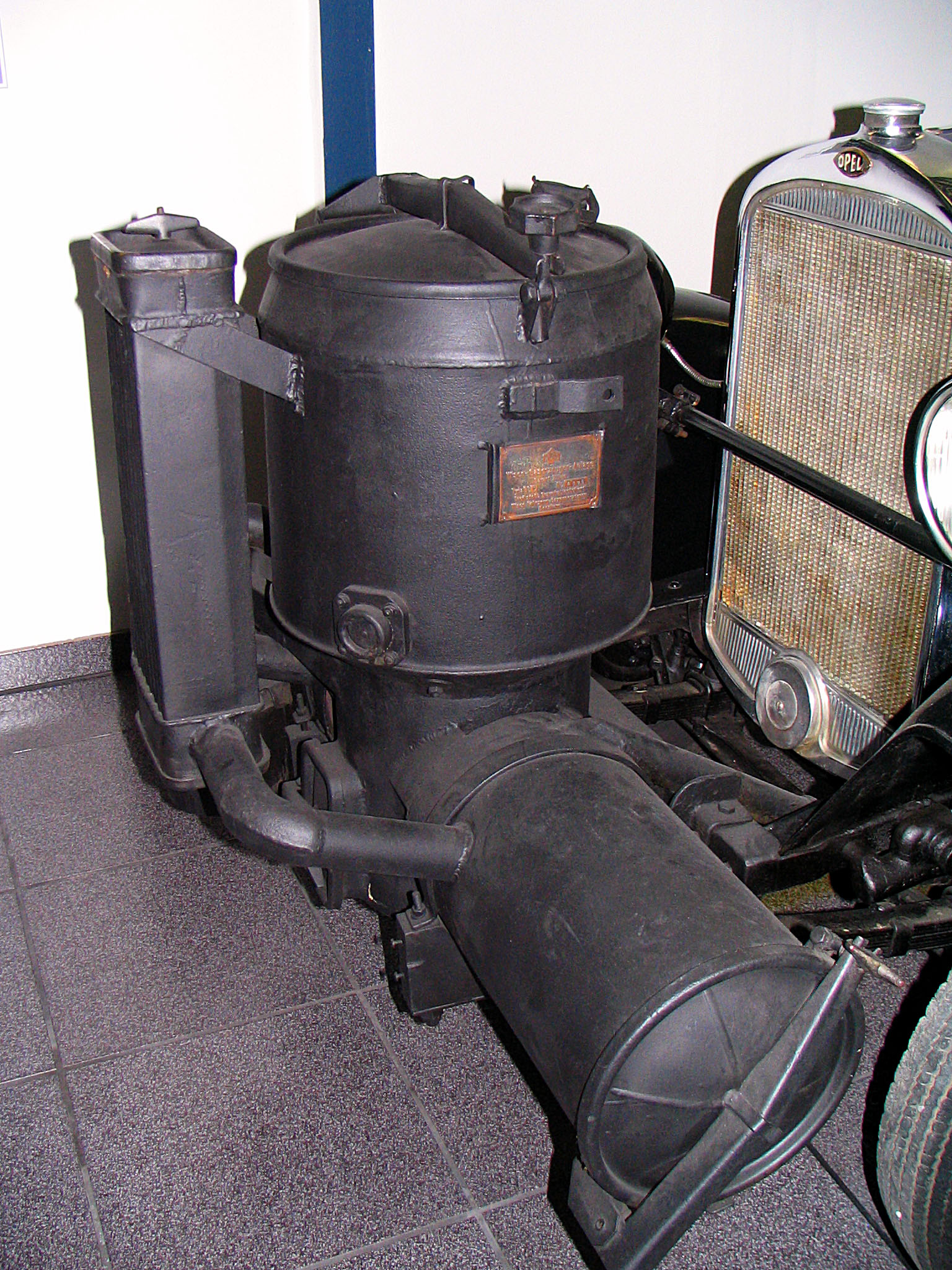
Holzvergaser an einem Opel P4 (1940)

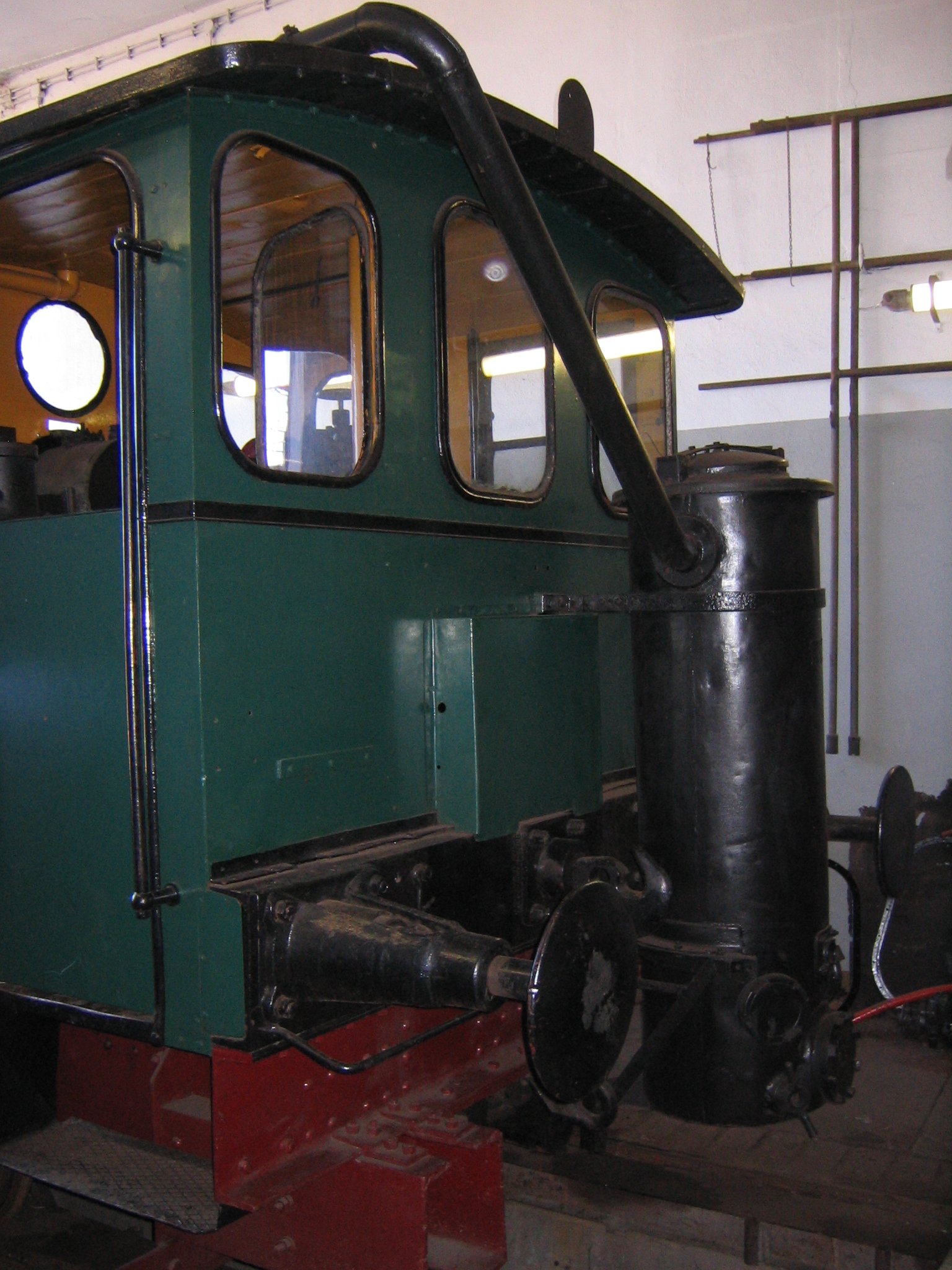
Holzvergaserlokomotive im Bayerischen Eisenbahnmuseum in Nördlingen. Das Fahrzeug wurde 1916 von Deutz für den Benzolbetrieb gebaut und 1935 von Imbert in Köln umgebaut

Die Holzvergasung wurde Ende des 18. Jahrhunderts von Philippe Lebon entwickelt.
Im 19. Jahrhundert wurden etwa durch die Holzverkohlung viele wichtige Rohstoffe für die Chemiewirtschaft wie Methanol (Holzgeist), Aceton und Essigsäure erzeugt. Das Hauptprodukt der Holzverkohlung, die Holzkohle, findet unter anderem als Aktivkohle immer noch wichtige Anwendungsbereiche.
Insbesondere in Kriegs- und Krisenzeiten mit Treibstoffmangel werden Fahrzeuge zumeist in Eigeninitiative mit einem improvisierten Holzvergaser ausgestattet. Sogar die Deutsche Reichsbahn erprobte den Einsatz von Holzkohlevergasern an Rangierlokomotiven der Baureihe Köf II in den 1930er und 1940er Jahren (siehe auch: Gasmotor).

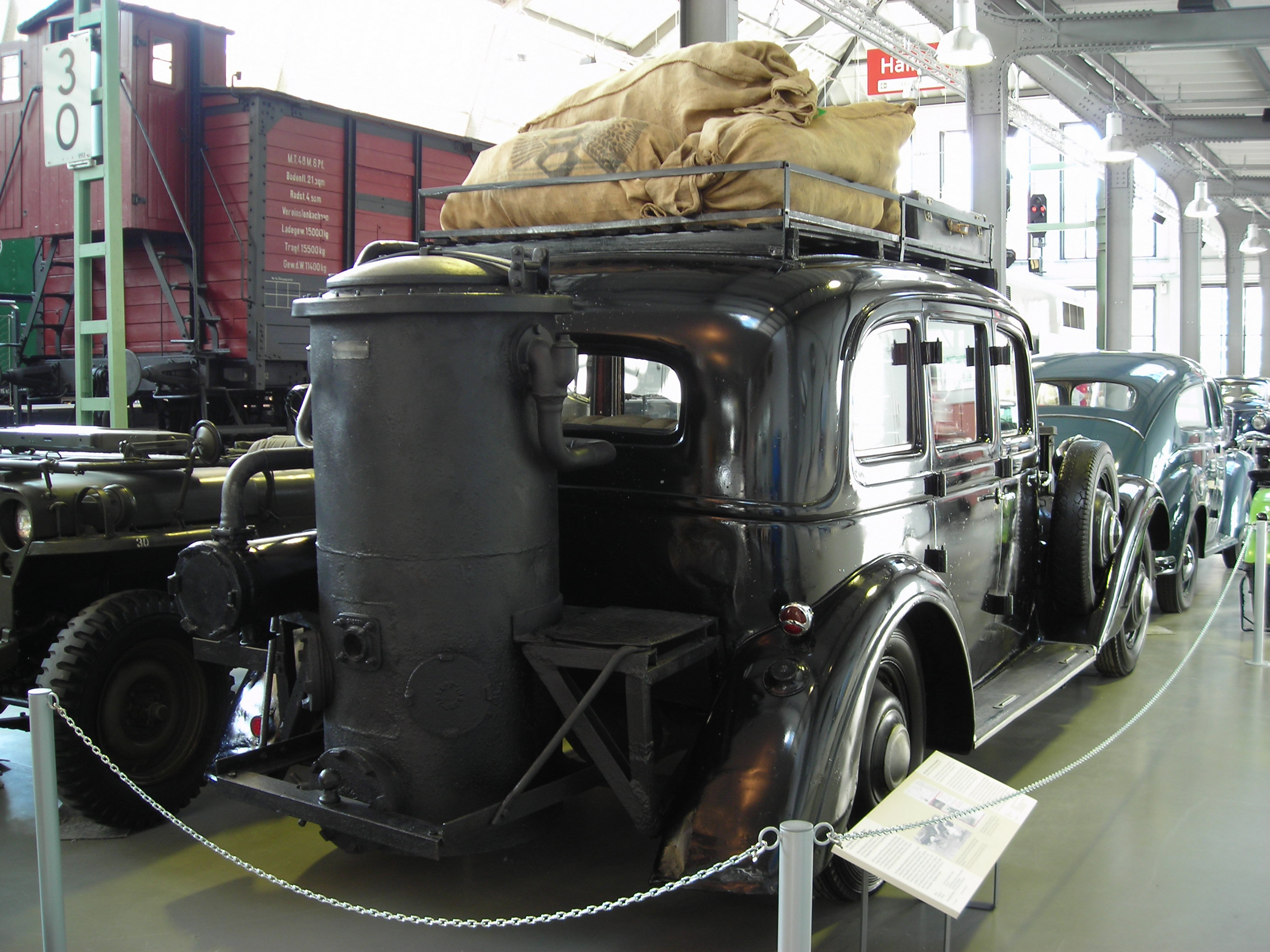
Adler Diplomat 3 GS mit Holzgasgenerator (1941)
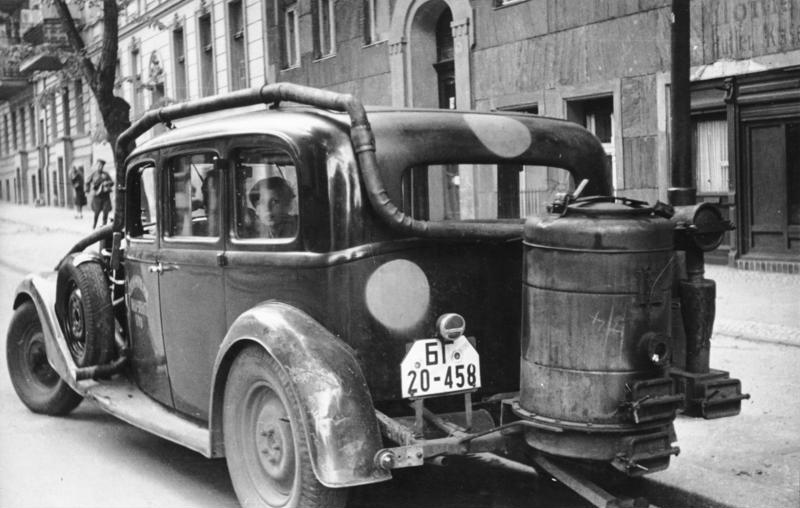
Holzgasantrieb in Berlin (1946)
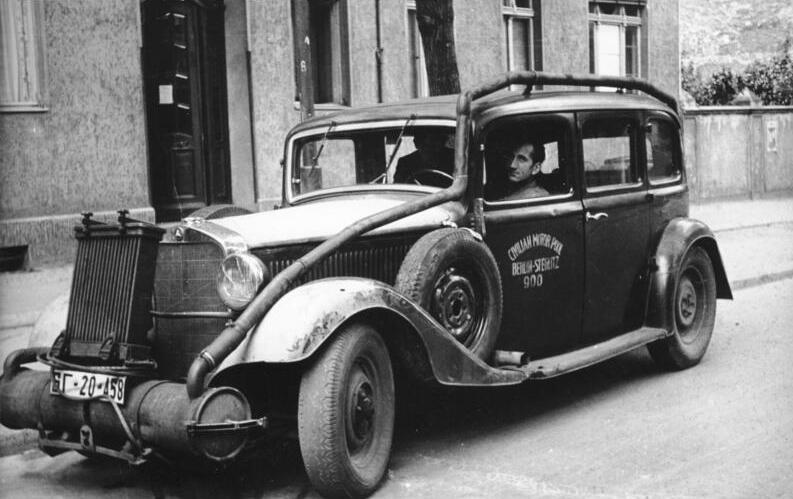
Ansicht von vorne links

Holzgas wurde unter anderem dazu benutzt, Verbrennungsmotoren von Kraftfahrzeugen anzutreiben. Die Generatoren wurden außen an die Karosserie gebaut oder als Anhänger mitgeführt. Die technische Anlage dazu, der Holzvergaser, wurde mit Brennholz befüllt und funktionierte als Festbettvergaser. Durch Erhitzen entwich aus dem Holz das brennbare Gasgemisch (Holzgas), dessen Bestandteile hauptsächlich aus dem nicht brennbaren Stickstoff der Luft, Kohlenstoffdioxid, brennbarem Kohlenstoffmonoxid (zusammen ca. 85 %) und Methan sowie kleineren Anteilen von Ethylen und Wasserstoff bestanden. Bis in die frühen 1950er Jahre waren in Deutschland mit Sonderführerschein etliche Kleinlastwagen im Einsatz, für die nur geprüfte und freigegebene Buchenholzscheite verwendet werden durften. Hierbei konnte ca. ein Liter Benzin durch die aus 3 kg Holz gewonnene Gasmenge ersetzt werden.

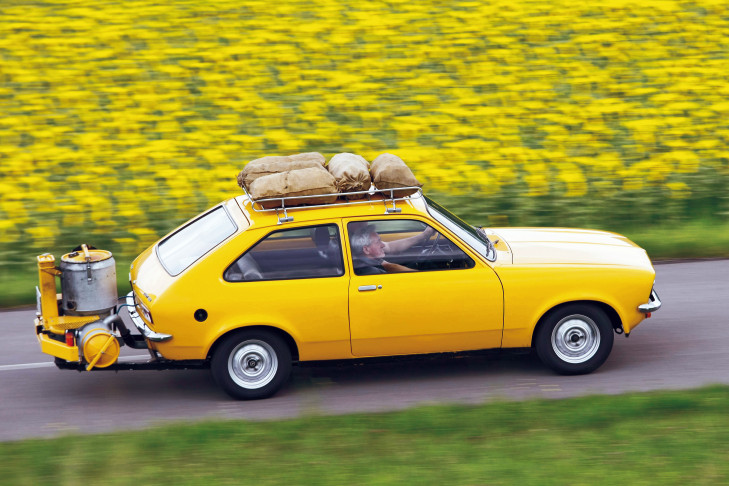
Opel Kadett City mit Holzgasantrieb
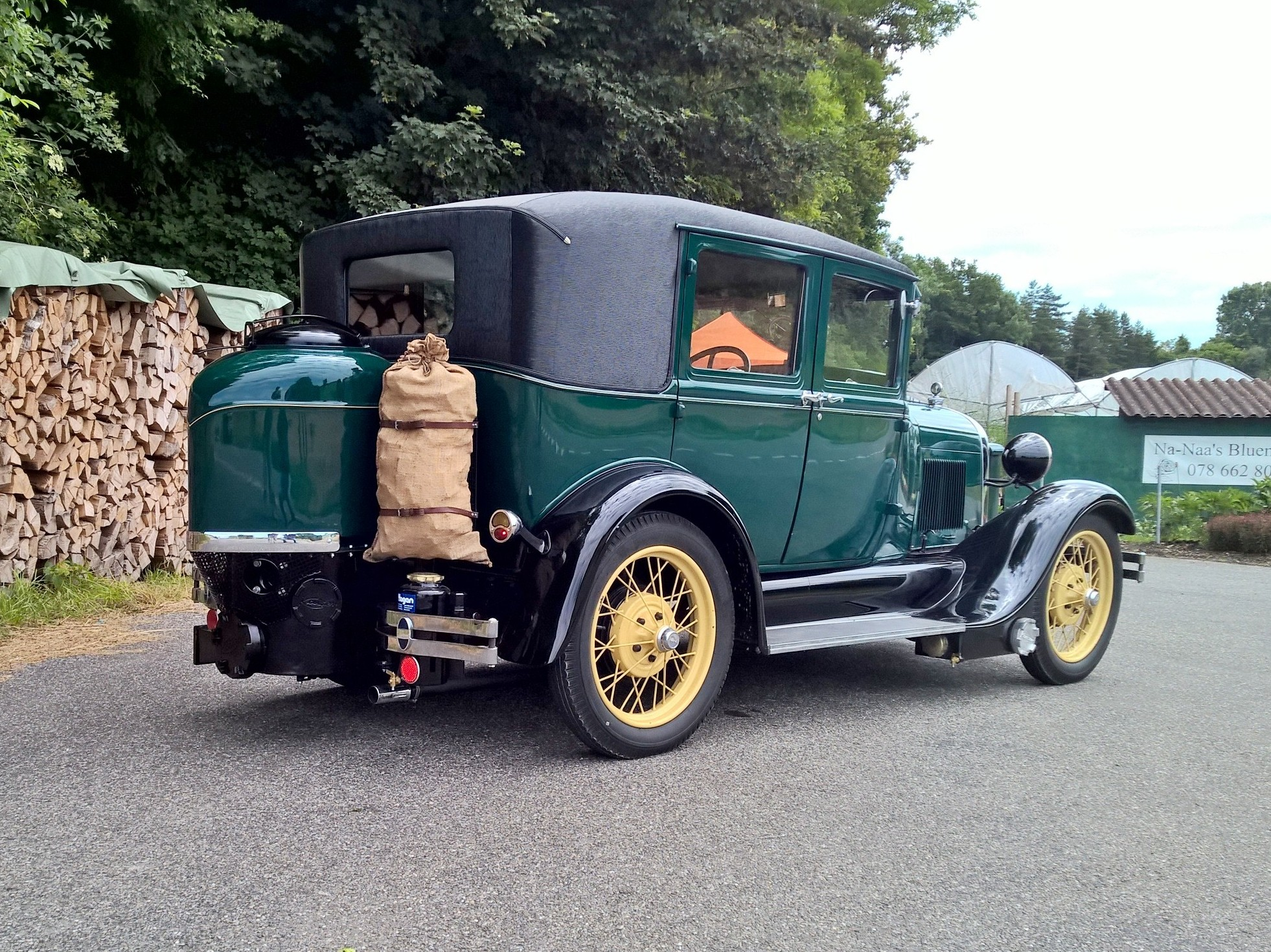
Ford Model A 1928 mit Holzgasantrieb
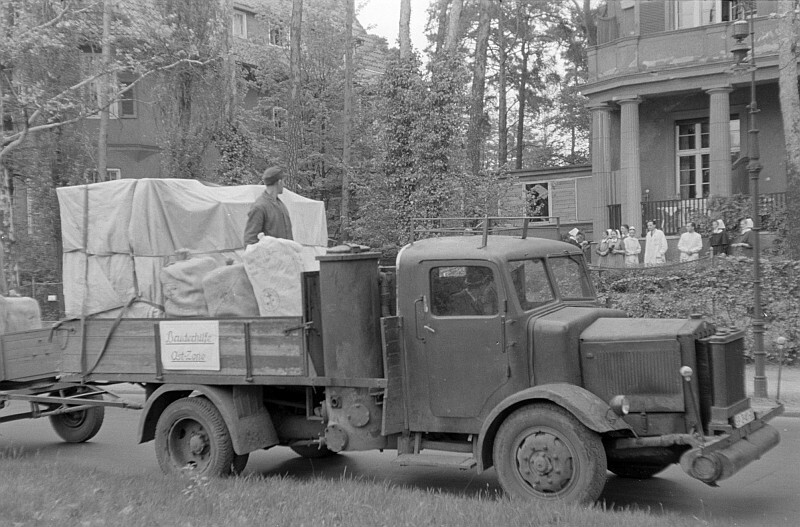
Lkw mit Holzgasantrieb
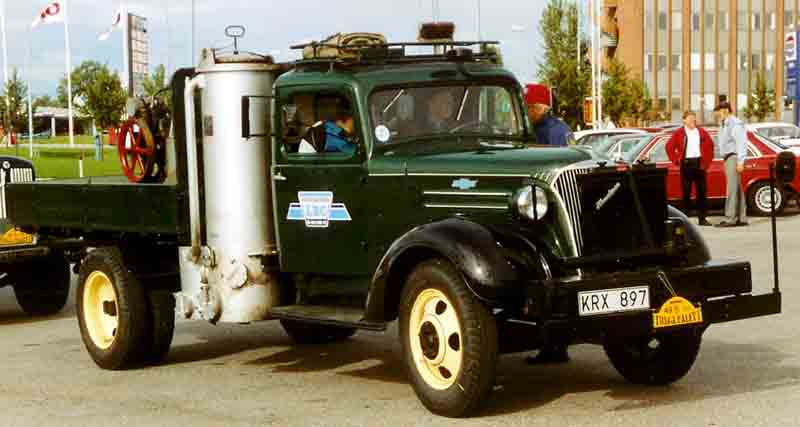
Chevrolet HS 157D Lkw Baujahr 1937 in Schweden
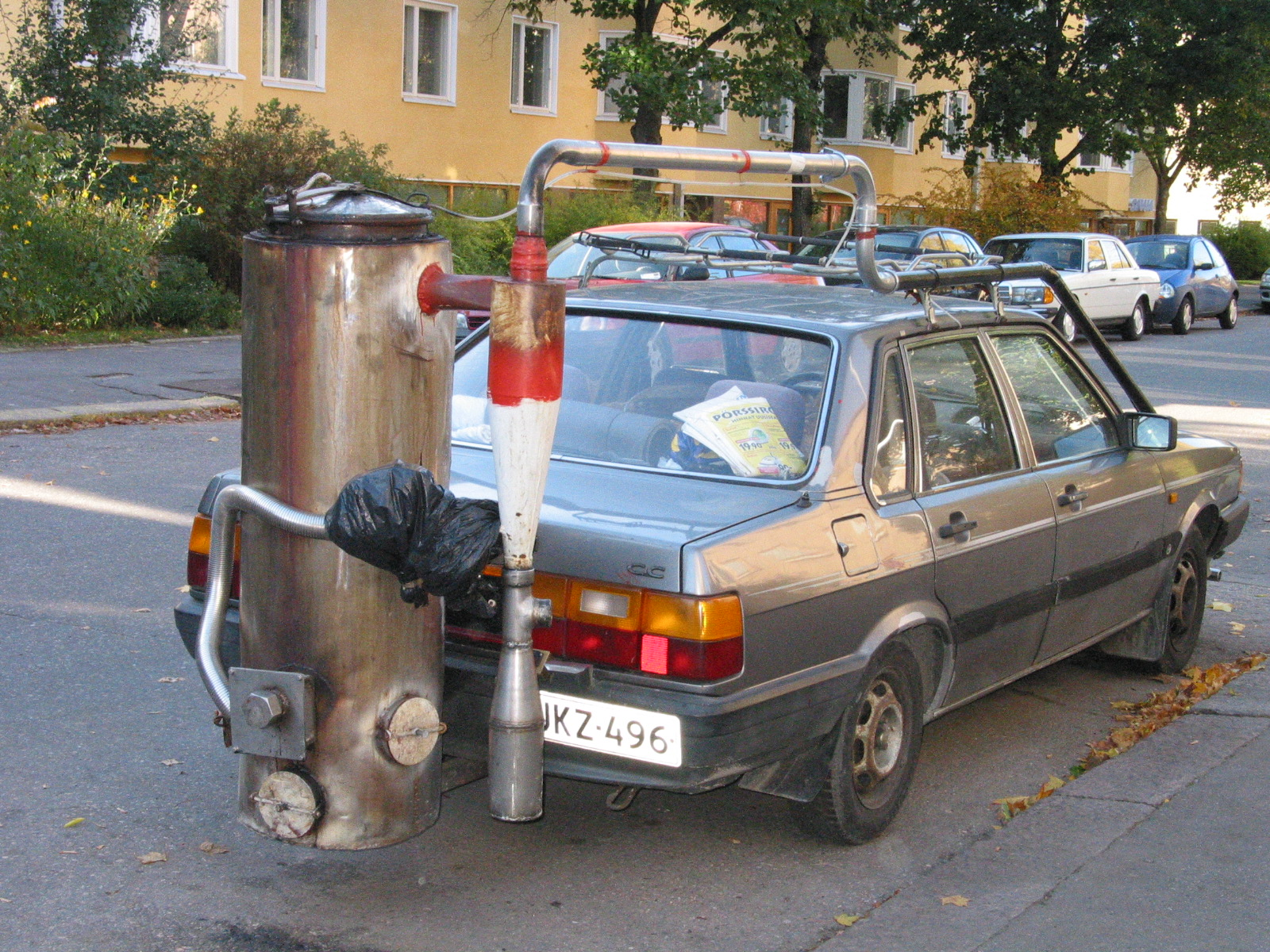
Moderner Pkw mit Holzvergaser

Im Rahmen der Diskussion um die zunehmende Nutzung von nachwachsenden Rohstoffen zum Ende des 20. und Beginn des 21. Jahrhunderts wurde auch die Holzvergasung sowie die Vergasung anderer organischer Stoffe, vor allem von organischen Reststoffen, zur Gewinnung von gasförmigen Brennstoffen zur Wärme- und Stromerzeugung erneut diskutiert und in einzelnen Demonstrationsanlagen realisiert. Aufbauend auf dieser rein energetischen Nutzung wurde zudem die Nutzung des Produktgases als Rohstoff für die chemische Synthese von Biokraftstoffen und Produkten der chemischen Industrie anvisiert und soll in naher Zukunft vor allem für BtL-Kraftstoffe, Dimethylether und Methanol auch realisiert werden. Durch eine anschließende Methanisierung und Aufbereitung kann es auch als Substitute Natural Gas (SNG) in das Erdgasnetz eingespeist werden. Bei hochwertigen Produktgasen, die über 50 % Wasserstoff enthalten, wird auch vom so genannten Biowasserstoff gesprochen.
Mittlerweile werden effiziente Heizkessel mit Holzvergaser auch für Privathaushalte angeboten.

## Prozessbeschreibung
Die Vergasung von Biomasse setzt nach der Trocknung bei Temperaturen von 150 °C ein, wobei erst Wasserdampf und Sauerstoff austreten. Bei höheren Temperaturen werden die Festbestandteile der Biomasse, vor allem das Lignin und die Cellulose, vergast. Dieses Gas entzündet sich, sobald Sekundärluft zugeführt wird, die Zündtemperatur liegt bei 230 °C bis 280 °C.
Bei der technischen Biomassevergasung handelt es sich um eine Teilverbrennung mit Hilfe eines Vergasungs- oder Oxidationsmittels (meist Luft, Sauerstoff, Kohlendioxid oder Wasserdampf) ohne Entzündung bei Temperaturen von 700 °C bis 900 °C, bei der diese nicht wie bei der Verbrennung zu Kohlendioxid (CO2), sondern im Wesentlichen zu Kohlenmonoxid (CO) oxidiert wird. Weitere Komponenten des entstehenden Gases sind Wasserstoff (H2), Kohlendioxid (CO2), Methan (CH4), Wasserdampf (H2O) sowie abhängig von der eingesetzten Biomasse und vom Vergasungsverfahren eine Reihe von organischen Substanzen in unterschiedlicher Konzentration. Als fester Rückstand bleiben Asche und Reste von Pflanzenkohle. Bei Temperaturabsenkung des Prozessgases kondensiert der Wasserdampf, gemischt mit organischen Bestandteilen, zu einem Teer bzw. zu einem organisch belasteten Holzgaskondensat.
Das brennbare Produktgas kann in einem anschließenden Prozess durch eine Verbrennung (Brenngas) oder eine chemische Synthese (Synthesegas) unter Abgabe von Energie (exothermer Prozess) weiter oxidiert werden. Erfolgt die Vergasung mit Luft, so wird das dadurch mit Stickstoff verdünnte Produktgas häufig auch als Schwachgas (LCV, Low Calorific Value Gas) bezeichnet.

### Hydrothermale Vergasung
Die Hydrothermale Vergasung stellt einen Sonderfall der Biomassevergasung dar, bei der nasse Biomasse zu Wasserstoff und Methan umgesetzt werden soll. Die Biokonversion erfolgt bei Temperaturen von 400 °C bis 700 °C und Drücken von 200 bar bis 300 bar durch die Reaktion mit überkritischem Wasser, wodurch eine nahezu vollständige Umsetzung der organischen Bestandteile der Biomasse erreicht wird.

### Luftüberschusszahl
Die Luftüberschusszahl {\displaystyle \lambda } des Vergasungsprozesses sowie der hydrothermalen Vergasung ist kleiner als eins und größer als null, während sie bei einer vollständigen Verbrennung größer oder gleich eins und bei einer Pyrolyse gleich null ist.

## Rohstoffe
Als Rohstoffe kommen bei der Biomassevergasung vor allem lignocellulosereiche Agrarrohstoffe, sowie Waldrestholz, Restholz, aber auch z. B. Klärschlamm, Ditten und Pferdeäpfel in Betracht. Bei ersterem handelt es sich vor allem um halmgutartige Biomasse wie Getreide- und Maisstroh sowie andere Restprodukte des landwirtschaftlichen Getreideanbaus. Hinzu kommen Energiepflanzen wie Riesen-Chinaschilf (Miscanthus × giganteus) sowie Pappel- und Weidenholz aus dem Anbau in Kurzumtriebsplantagen. Auch die Nutzung von organischen Abfallströmen aus Industrie und Haushalt z. B. Altholz und Grünabfälle (Küchen-, Gartenabfälle, Rasenschnitt, Laub, Sträucher- und Baumschnitt) zur Biomassevergasung befindet sich in der Diskussion und sogar Abfall(kunst-)stoffe können verwertet werden.
Bisherige Biomassevergasungsanlagen sind auf die Vergasung von Holz in Form von Forstholz und Restholz ausgelegt, die als Holzhackschnitzel zugeführt werden. Bei dieser Form der Biomassevergasung spricht man entsprechend von Holzvergasung.
Für die Vergasung muss die Biomasse vorbehandelt werden. Dies geschieht nach der Bereitstellung durch die Trocknung und die Zerkleinerung der Biomasse zu Partikeln, die im Vergaser eine möglichst große Oberfläche und ein kleines Volumen haben sollten. Insbesondere für die Nutzung im Flugstromreaktor müssen die Partikel staubfein gemahlen und in ein Slurry überführt werden.
Im Hinblick auf die Novellierung der Klärschlammverordnung in Deutschland, die 2017 erfolgte, ist auch die Klärschlammvergasung zunehmend in den Fokus geraten. Dabei wird auch die Rückgewinnung des Phosphors betrachtet.

## Technik
Die meisten Holzvergaseranlagen erzeugen die zur Vergasung benötigte Energie durch eine teilweise Verbrennung des Holzes unter Luftmangel. Abhängig von dem verwendeten Vergasungsmittel entstehen unterschiedliche Produktgase mit entsprechend unterschiedlicher Qualität, die für die nachfolgende Nutzung von Bedeutung sind. So enthält das Produktgas bei der Verwendung von Luft (21 % Sauerstoff, 79 % Stickstoff) einen sehr hohen Stickstoffanteil, der nicht zum Heizwert des Gases beiträgt und die Wasserstoffausbeute reduziert. Dagegen beinhalten die Produktgase bei der Nutzung von Sauerstoff und Wasserdampf keinen Stickstoff und haben entsprechend einen höheren Heizwert und eine hohe Wasserstoffausbeute.
Das erzeugte Gas wird abgekühlt, wobei Wasserdampf und Kohlenwasserstoffe kondensieren, und gefiltert, danach wird es seiner Verwendung zugeleitet. Die Aufbereitung und Reinigung dieses Kondensates stellt bei großen Anlagen einen wesentlichen Teil der Anlagentechnik dar, da es organische Schadstoffe (Phenole oder Ammoniumverbindungen) enthält, die gezielt entsorgt werden müssen, zum Beispiel in einer Kläranlage oder einer thermischen Nachverbrennung.

### Allotherme und autotherme Vergasung
Auf der Basis der Art der Wärmebereitstellung für den Vergasungsprozess lassen sich Vergasertypen in allotherme und autotherme Vergaser unterscheiden. Bei der allothermen Wärmezufuhr wird die Prozesswärme von außen zugeführt, während sie bei der autothermen Variante durch Teilverbrennung des Einsatzmaterials erzeugt wird.
Bei der allothermen Vergasung wird die erforderliche Wärme für den Vergasungsvorgang über einen Wärmeübertrager eingebracht. Neuere Entwicklungen arbeiten mit Wärmerohren (Heatpipe), die über eine hohe Wärmestromdichte verfügen. Wesentlicher Vorteil dieses Verfahrens ist die Erzeugung von Prozessgas mit hohem Heizwert (hauptsächlich Wasserstoff und Kohlenmonoxid). Durch den allothermen Wärmeeintrag wird das Prozessgas nicht mit zusätzlichem Rauchgas durch die Verbrennung beaufschlagt.
Ein ähnliches Verfahren ist die Wärmeeinbringung durch Wasserdampf oder durch Partikeleintrag. In den meisten Fällen werden die Rückstände der Vergasung (Koks) dem Dampferzeuger als Energiemedium zugeführt. Dadurch erhöht sich der Kaltgaswirkungsgrad erheblich.

### Vergasertypen
Für die Biomassevergasung können unterschiedliche technische Vergaser eingesetzt werden, die sich vor allem durch die Art des Kontakts zwischen Biomasse und Vergasungsmittel (Luft, Sauerstoff oder Wasserdampf) unterscheiden. Dabei werden in der Regel drei grundsätzliche Reaktortypen genutzt:
- Festbettvergaser
- Wirbelschichtvergaser
- Flugstromvergaser

#### Festbettvergaser

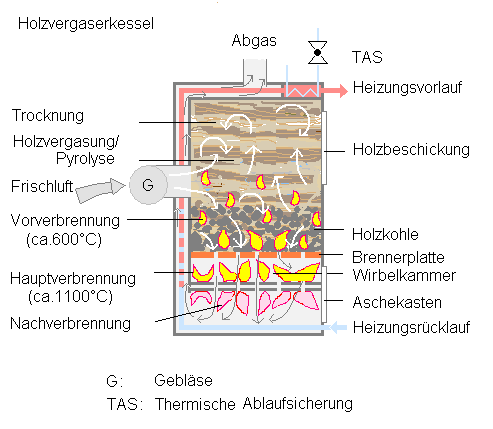
Prinzip des Festbettvergaserkessels

Im Festbettvergaser liegen die Brennstoffe wie in einem normalen Feuerofen auf einem Gitterrost.

Holzgasgewinnung mittels Gegenstromverfahren

Holzgasgewinnung mittels Gleichstromverfahren

Im Gegenstromverfahren wird die Luft durch den Gitterrost und das verbrennende Holz gesaugt. Die darüber liegenden Holzschichten verbrennen nur teilweise und verschwelen zu Produktgas, das am oberen Ende des Ofens abgesaugt wird. Luft und Produktgas bewegen sich in entgegengesetzter Richtung (im Gegenstrom) zum langsam absinkenden Holz. Das entstehende Gas hat eine relativ niedrige Temperatur von meistens etwa 100 °C und enthält wegen der stattfindenden Trocknung und Verschwelung des Holzes entsprechend viel Wasserdampf und organische Bestandteile, die bei weiterer Abkühlung zum Holzgaskondensat kondensieren. Das Kondensat ist in der Regel recht sauer mit einem pH-Wert um 3, der im Wesentlichen durch Ameisen- und Essigsäurebestandteile verursacht ist.
Im Gleichstromverfahren wird die Luft unmittelbar über dem Gitterrost direkt in die heiße Vergasungszone des Ofens zugeführt und unter dem Gitterrost abgesaugt. Produktgas und Luft bewegen sich im Bereich des Gitterrostes in gleicher Richtung (im Gleichstrom). Die Temperatur des Produktgases liegt hier wesentlich höher (mehrere hundert °C) und das Gas enthält, da es vor dem Verlassen des Ofens eine sehr hohe Temperatur hat, deutlich weniger organische Bestandteile im Kondensat. Das Kondensat hat hier leicht basische pH-Werte, die auf Ammoniumverbindungen zurückzuführen sind, die in der (wegen des Sauerstoffmangels) reduzierenden Atmosphäre der heißen Zone entstehen. Moderne Festbettvergaser erreichen Verfügbarkeiten von bis zu 8000h (Volllast) pro Jahr. Eine Datenbank mit allen Biomassevergasungsanlagen wird von IEA Task 33 unterhalten.

#### Wirbelschichtvergaser
Beim Wirbelschichtvergaser handelt es sich im Prinzip um eine Wirbelschichtfeuerung, die mit Luftmangel betrieben wird und so durch die unvollständige Verbrennung des Holzes als Abgas das gewünschte Produktgas liefert. Die Brennstoffe werden mit einer Partikelgröße von weniger als 40 Millimeter, also in Form von Hackschnitzeln oder Sägemehl, und einem Wassergehalt von mindestens 25 % in die Brennkammer eingebracht und mit heißem Sand vermischt. Das Produktgas wird bei einer Temperatur von etwa 900 °C produziert.
Diese Technik wird vor allem bei Energieanlagen im Leistungsbereich von 1,5 bis 3 MW angewendet, der elektrische Wirkungsgrad liegt bei etwa 30 % und damit deutlich höher als bei konventionellen, biomassebefeuerten Dampfkraftanlagen.

#### Flugstromvergaser
Beim Flugstromvergaser wird der Brennstoff als Staub, Slurry oder als Paste über einen Brenner in den Vergasungsraum eingebracht, wodurch die Vergasungsprozesse in einer so genannten Staubwolke stattfinden. Diese Form der Zuführung bedarf einer entsprechenden Vorbehandlung der Biomasse, um über ein pneumatisches System in den Vergaser eingebracht zu werden und dort in sehr kurzer Zeit vergast zu werden.

## Gasnutzung
Das in der Biomassevergasung entstehende Gas kann sowohl energetisch als auch stofflich genutzt werden.

### Energetische Nutzung durch Verbrennung
Die derzeit übliche Verwendung für das Gasgemisch der Biomassevergasung ist die Verbrennung in entsprechenden Verbrennungsanlagen zur Erzeugung von Wärme (Dampf) und elektrischem Strom, wobei über eine Kraft-Wärme-Kopplung ein sehr hoher Wirkungsgrad der Energieumsetzung erreicht wird.
Alternativ dazu kann das Gasgemisch der Biomassevergasung in Festoxidbrennstoffzellen direkt zu Strom umgewandelt werden. Die Auslegung der Gasreinigung richtet sich dabei nach dem verwendeten Vergasungsverfahren sowie dem verwendeten Festoxidbrennstoffzellentyp. Das Wirkprinzip dieser Technologie wurde bereits 2004 in Versuchen mit Gegenstromvergasern und planaren Festoxidbrennstoffzellen nachgewiesen.
Außer bei der direkten Verbrennung des noch heißen Gases (realisiert in modernen Holzfeuerungsanlagen in der zweistufigen Verbrennung, bei der in der ersten Stufe die Vergasung des Holzes unter Sauerstoffmangel, in der zweiten Stufe mit Sauerstoffüberschuss zu vollständiger und schadstoffarmer Verbrennung stattfindet) fällt bei der Gasabkühlung in allen übrigen Nutzungsverfahren in nicht unerheblicher Menge (ca. 0,5 Liter pro kg eingesetztem Holz) Holzgaskondensat an, das in eigenen Anlagen umweltgerecht entsorgt werden muss, z. B. in Kläranlagen.

### Nutzung als Synthesegas
Außerdem kann ein Produktgas aus Kohlenmonoxid und Wasserstoff für die chemische Synthese verschiedener Produkte als Synthesegas eingesetzt werden. Die stoffliche Nutzung von Synthesegas aus der Biomassevergasung befindet sich derzeit noch in der Entwicklung, entsprechende Anlagen finden sich derzeit nur im Labor- und Demonstrationsmaßstab. Die großtechnische Herstellung und Verwendung von CO/H2-Synthesegas findet derzeit entsprechend ausschließlich auf der Basis von Erdgas und anderen fossilen Energieträgern wie Kohle und Naphtha statt.
Bei den chemisch-technischen Nutzungsoptionen handelt es sich vor allem um die Wasserstoffherstellung und die darauf aufbauende Produktion von Ammoniak nach dem Haber-Bosch-Verfahren, die Methanolsynthese, verschiedene Oxosynthesen sowie die Produktion von Biokraftstoffen (BtL-Kraftstoffe) und anderen Produkten über die Fischer-Tropsch-Synthese:

Verfahrensschema der Herstellung von BtL-Kraftstoffen

1. in der Ammoniaksynthese nach dem Haber-Bosch-Verfahren
  - {\displaystyle \mathrm {N_{2}+3\ H_{2}\longrightarrow 2\ NH_{3}} }
2. in der Methanolsynthese
  - {\displaystyle \mathrm {CO+2\ H_{2}\longrightarrow CH_{3}OH} }
3. in der Oxosynthese
  - {\displaystyle \mathrm {R{-}CH{=}CH_{2}+CO+H_{2}\longrightarrow R{-}CH_{2}CH_{2}CH{=}O} }
4. in der Fischer-Tropsch-Synthese
  - {\displaystyle \mathrm {n\ CO+(2n+1)\ H_{2}\longrightarrow C_{n}H_{2n+2}+n\ H_{2}O} }

Neben diesen chemisch-technischen Anwendungsbereichen kann Synthesegas auch über eine Synthesegas-Fermentation biotechnologisch genutzt werden. Produkte dieser Option können bsp. Alkohole wie Ethanol, Butanol, Aceton, organische Säuren und Biopolymere sein. Diese Nutzung befindet sich derzeit ebenfalls noch im Entwicklungsstadium und wird entsprechend großtechnisch noch nicht genutzt.

### Biokraftstoffe
Auch bei der Produktion von Biokraftstoffen wird das in der Vergasung entstehende Produktgas als Synthesegas in den bereits beschriebenen Syntheseprozessen genutzt. Hierbei stehen sowohl gasförmige Kraftstoffe wie Biowasserstoff, Substitute Natural Gas (Methan, SNG) und Dimethylether wie auch Flüssigkraftstoffe wie Methanol und BtL-Kraftstoffe im Fokus.
Biowasserstoff wird aus dem Synthesegas über eine Dampfreformierung gewonnen, Methan kann über eine Methanierung des Gases produziert werden. Zur Herstellung von Methanol und Dimethylether wird die Methanolsynthese eingesetzt. BtL-Kraftstoffe werden über die Fischer-Tropsch-Synthese hergestellt, wobei aufgrund der Prozessparameter sowohl Benzin- wie auch Dieselfraktionen hergestellt werden können.